# Štěpán Vachoušek
Štěpán Vachoušek (Duchcov, 26 luglio 1979) è un ex calciatore ceco, di ruolo centrocampista.

## Carriera

### Club
Vachoušek inizia la carriera calcistica nel Teplice ma viene subito ceduto all'1.FC Česká Lípa. Torna a Teplice l'anno successivo e nel 2000 viene acquistato dal SC Xaverov, squadra praghense. Nel 2001 viene ceduto al FK Chmel Blšany per poi tornare ancora al FK Teplice. Gioca un'intera stagione nella quale sigla anche qualche goal. Arriva allo Slavia Praga nella stagione 2002-2003 nella quale segna 10 reti in campionato. Successivamente giocherà in Francia, all'Olympique Marsiglia prima di vestire la maglia dell'Austria Vienna. In Austria vince l'ultima Supercoppa, tre coppe nazionali ed il campionato 2006. Nel 2008 si accasa nuovamente al Teplice dove rimane sino al 2010 aggiudicandosi una Coppa della Repubblica Ceca nel 2009. Nel 2010 diviene un calciatore dello Sparta Praga.

### Nazionale
Viene convocato 22 volte in Nazionale dove sigla due reti e partecipa solo al campionato d'Europa 2004.

## Palmarès

### Club

#### Competizioni nazionali
- Campionato austriaco: 1

Austria Vienna: 2005-2006
- Coppa d'Austria: 3

Austria Vienna: 2004-2005, 2005-2006, 2006-2007
- Supercoppa d'Austria: 1

Austria Vienna: 2004
- Coppa della Repubblica Ceca: 1

Teplice: 2008-2009